# Unterkomma
| ̦                           | ̦                     |
| Diakritische Zeichen       | Diakritische Zeichen |
| Bezeichnung                | Zeichen              |
| -------------------------- | -------------------- |
| Akut, einfach              | ◌́                    |
| Akut, doppelt              | ◌̋                    |
| Breve, darüber             | ◌̆                    |
| Breve, darunter            | ◌̮                    |
| Cedille, darunter          | ◌̧                    |
| Cedille, darüber           | ◌̒                    |
| Gravis, einfach            | ◌̀                    |
| Gravis, doppelt            | ◌̏                    |
| Haken                      | ◌̉                    |
| Hatschek                   | ◌̌                    |
| Horn                       | ◌̛                    |
| Komma, darunter            | ◌̦                    |
| Koronis                    | ◌̓                    |
| Makron, darüber            | ◌̄                    |
| Makron, darunter           | ◌̱                    |
| Mittelpunkt                | ·                    |
| Ogonek                     | ◌̨                    |
| Punkt, darüber             | ◌̇                    |
| Punkt, darunter            | ◌̣                    |
| Querstrich                 | ◌̶                    |
| Ring, darüber              | ◌̊                    |
| Ring, darunter             | ◌̥                    |
| diakritischer Schrägstrich | ◌̷                    |
| Spiritus asper             | ◌̔                    |
| Spiritus lenis             | ◌̓                    |
| Tilde, darüber             | ◌̃                    |
| Tilde, darunter            | ◌̰                    |
| Trema, darüber             | ◌̈                    |
| Trema, darunter            | ◌̤                    |
| Zirkumflex                 | ◌̂                    |

Das Unterkomma ist ein kommaförmiges diakritisches Zeichen des lateinischen Schriftsystems, das unter einen Buchstaben gesetzt wird.

## Vorkommen
- Im Rumänischen kommen die Buchstaben S und T mit Komma vor (Ș, ș, Ț, ț). Das Unterkomma heißt dort Virgulița, also so viel wie kleines Komma. Ș, ș wird wie das deutsche Sch und Ț, ț wie ts ausgesprochen.

- Im Lettischen kommen die Buchstaben G, K, L, N und (historisch) R mit Komma darunter vor (Ģ, Ķ, Ļ, Ņ, Ŗ).  Im Unicode werden sie als G, K, L, N und R mit Cedille bezeichnet. Dies liegt daran, dass sie vor 1992 in den Standard aufgenommen wurden und ihre Namen seitdem unveränderlich festliegen.

- Im Livischen gibt es Buchstaben D (Ḑ), L, N, R, T mit Komma (wobei sie als D, L, N, R mit Cedille bezeichnet werden).

## Darstellung auf Computersystemen

### Kodierung
Bis Anfang der 1990er Jahre wurde in internationalen Standards kein Unterschied zwischen dem Unterkomma und der Cedille gemacht. Folgerichtig enthalten ISO 8859-2 und die Cork-Kodierung die Buchstaben S und T mit Cedille. Erst später setzte sich die Auffassung durch, dass es sich hierbei um zwei verschiedene Diakritika handelt. So enthält Unicode heute sowohl S und T mit Cedille als auch S und T mit Komma.

### Eingabe
Mit der deutschen Standard-Tastaturbelegung E1 und der älteren Belegung T2 wird das Zeichen als Alt Gr+k eingegeben (Merkregel: K wie Komma). Diese Kombination wirkt als Tottaste, d. h. ist vor dem Grundbuchstaben einzugeben.